# Parafia św. Wawrzyńca i Matki Bożej Niepokalanie Poczętej w Trzcianie
Parafia św. Wawrzyńca i Matki Bożej Niepokalanie Poczętej w Trzcianie – parafia rzymskokatolicka znajdująca się w diecezji rzeszowskiej w dekanacie Rzeszów Zachód.
Parafia erygowana została w 1417 roku.